# ケント (戦列艦・初代)
|                          | |
| 艦歴                     | |
| 建造:                    | ジョンソン造船所（ブラックウォール）                                                                                         |
| 進水:                    | 1679年 |
| その後:                  | 1744年解体 |
| 性能諸元                 | |
| クラス:                  | 3等戦列艦 |
| 全長:                    | 砲列甲板：151ft 5in (46.2m)                                                                                                  |
| 全幅:                    | 40ft 2in (12.2m) |
| 喫水:                    | 16ft 9.5in (5.1m) |
| 機関:                    | 帆走（3本マストシップ） |
| 兵装:                    | 各種口径の砲70門 |
| 性能諸元（1699年再建造） | |
| クラス:                  | 3等戦列艦 |
| 全長:                    | 砲列甲板：151ft 6in (46.2m)                                                                                                  |
| 全幅:                    | 40ft 3in (12.3m) |
| 喫水:                    | 16ft 7in (5.1m) |
| 機関:                    | 帆走（3本マストシップ） |
| 兵装:                    | 各種口径の砲70門 |
| 性能諸元（1724年再建造） | |
| クラス:                  | 1719年規定の3等戦列艦 |
| 全長:                    | 砲列甲板：151ft (46.0m) |
| 全幅:                    | 41ft 6in (12.6m) |
| 喫水:                    | 17ft 4in (5.3m) |
| 機関:                    | 帆走（3本マストシップ） |
| 兵装:                    | 70門： 上砲列：12ポンド（5kg）砲26門 下砲列：24ポンド（11kg）砲26門 後甲板：6ポンド（3kg）砲14門 艦首楼：6ポンド（3kg）砲4門 |

ケント (HMS Kent) はイギリス海軍の70門3等戦列艦。ブラックウォールで1679年に進水した。この名をもつイギリス軍艦としては2代目である。
ケントの輝かしい経歴は英蘭戦争のバルフルール岬の海戦から始まった。ケントはフランス、スペイン、そして地中海での活動に対して4つの戦闘勲章を受けたが、これは歴代の「ケント」の中で最多である。1702年のビーゴ湾の海戦ではフランス・スペイン艦隊各17隻を一掃する決定的勝利に貢献し、1707年のジブラルタル防衛のために発生したマラガの海戦にも参加した。1718年にはジョージ・ビング提督のシチリア防衛艦隊の一員であった。ケントの最後の戦闘は1744年のキューバ砲撃である 。 
ケントの最初の再建造はロザーハイスで1699年に行われた。1722年2月16日には再々建造が発注され、完全に解体された後1719年の寸法規定に従って組みなおされた。再進水日は1724年9月19日である。2度の再建造を経た後もケントは70門艦であった。
ケントは1744年に解体された。

## 参加海戦
- バルフルール岬の海戦
- ビーゴ湾の海戦
- マラガの海戦
- パッサロ岬の海戦